# Daniel (abbé)
Pour les articles homonymes, voir Daniel et Saint Daniel.
Daniel fut le 6e abbé de Parc, de 1190 jusqu'à sa mort survenue le 14 août 1192. Cet établissement prémontré a été fondé en 1129 et était situé, du temps de l'abbé Daniel, dans le duché de Brabant, près de Louvain. En 2021, l'abbaye de Parc est toujours en activité et, au même endroit, elle se situe en Belgique, dans le Brabant flamand.
Du temps de l'abbé Daniel, des misères ont surgit, telle la famine qui a désolé le pays durant cinq ans. Mais les religieux de l'abbaye de Parc ont su faire un bon emploi des biens reçus par de généreux donateurs, à une époque où les institutions de bienfaisances étaient rares.

## Chronologie
Daniel devient l'abbé de Parc en 1190 et le restera jusqu'à sa mort, le 14 août 1192.

## Abbatiat
Vers la fin du XIIIe siècle, le domaine de l'abbaye de Parc est tout à fait consolidé et s'étend sur une grande superficie d'hectares, mais cette prospérité n'exempte pas les chanoines de difficultés.
Des misères surgissent causées par des fléaux, telle la famine qui éclate du temps de l'abbé Daniel, et désole le pays durant cinq ans,. F.J. Raymaekers note à ce sujet, que dans de pareilles circonstances, les religieux de l'abbaye de Parc ont su faire un bon emploi des biens reçus par de généreux donateurs, et qu'à une époque où les institutions de bienfaisances étaient rares, l'abbaye est venue en aide à toutes les misères. 
La communauté a connu, de plus, des ennuis provenant des propriétés, des églises, des dîmes, des privilèges, les chanoines ayant à défendre leurs droits.

## Armes de l'abbé
Le blasonnement des armes de l'abbé Daniel est : « de gueules chargé de trois têtes de léopard d'or, posées 2 et 1. »